# IC 654
IC 654 — галактика типу S0-a (спіральна галактика) у сузір'ї Чаша.
Цей об'єкт міститься в оригінальній редакції індексного каталогу.